# Baerami
Baerami é uma localidade do condado de Muswellbrook, a qual fica na região de Hunter, no estado da Nova Gales do Sul, Austrália. Os pontos de interesses incluem o Salão da Comunidade de Baerami, James Estate, Dingo Gully e a antiga Igreja Católica.
O caminho do vale de Bylong atravessa a Baerami Creek através da Kirks Bridge em Baerami. A jusante da ponte, o riacho encontra a confluência com Goulburn River.